# Остров Бергмана
«Остров Бергмана» (англ. Bergman Island) — драматический фильм, снятый Мией Хансен-Лёве. В главных ролях: Миа Васиковска, Вики Крипс, Тим Рот, Андерс Даниэльсен Ли, Юэль Спира и Клара Штраух.

## Сюжет
Пара кинематографистов, отправляется на шведский остров Форё, вдохновлявший Ингмара Бергмана, чтобы поработать там над сценариями своих будущих картин. Лето проходит, тексты пишутся, а грань между реальностью и вымыслом размывается на фоне диких островных пейзажей.

## В ролях
- Миа Васиковска — Эми
- Вики Крипс — Крис
- Тим Рот — Тони
- Андерс Даниэльсен Ли — Джозеф
- Юэль Спира — Йонас
- Клара Штраух — Николлет

## Производство
В мае 2017 года стало известно, что Грета Гервиг, Джон Туртуро и Миа Васиковска присоединились к актёрскому составу фильма, а Миа Хансен-Лёве выступит режиссёром по собственному сценарию. В мае 2018 года Андерс Даниелсен Лье присоединился к актёрскому составу фильма. В августе 2018 года стало известно, что Вики Крипс заменит Гервиг, которая была вынуждена отказаться от роли из-за проблем с графиком. В мае 2019 года Тим Рот присоединился к актёрскому составу фильма.

## Съёмки
Съёмочный период начался 9 августа 2018 года на острове Форё в Швеции. Производство приостановились 11 сентября 2018 года и возобновились 17 июня 2019.

## Релиз
Премьера фильма состоялась на Каннском кинофестивале 11 июля 2021 года.

## Критика
Пресса считает, что картина является не столько данью уважения великому мастеру, сколько полноценным паломничеством, показывающим, что происходит, когда два режиссёра попадают под чары легендарного автора и его дома. В глобальном смысле — это также иллюстрация опасности попасть в плен к мастерам искусства — не только потому, что влияние Ингмара Бергмана на жизнь этих персонажей не совсем благотворно, но и потому, что сам остров кажется немного гнетущим.
Рейтинг фильма на сайте Rotten Tomatoes — 84 % (основан на мнениях 154 критиков).